# Kosîkivți, Nova Ușîțea
Kosîkivți (în ucraineană Косиківці) este localitatea de reședință a comunei Kosîkivți din raionul Nova Ușîțea, regiunea Hmelnîțkîi, Ucraina.

## Demografie
Componența lingvistică a localității Kosîkivți
     Ucraineană (98,66%)
     Alte limbi (1,33%)
Conform recensământului din 2001, majoritatea populației localității Kosîkivți era vorbitoare de ucraineană (98,66%), existând în minoritate și vorbitori de alte limbi.